# Periskop

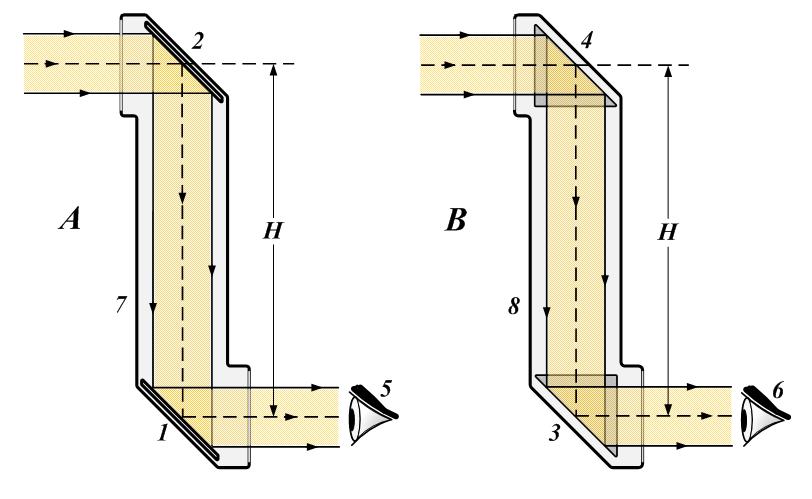
Princip periskopu.
A – Periskop se dvěma rovinnými zrcadly
B – Periskop se dvěma hranoly
1–2 – Zrcadla
3–4 – Hranoly
5–6 – Oko pozorovatele
7–8 – Tubus
H – Optická výš

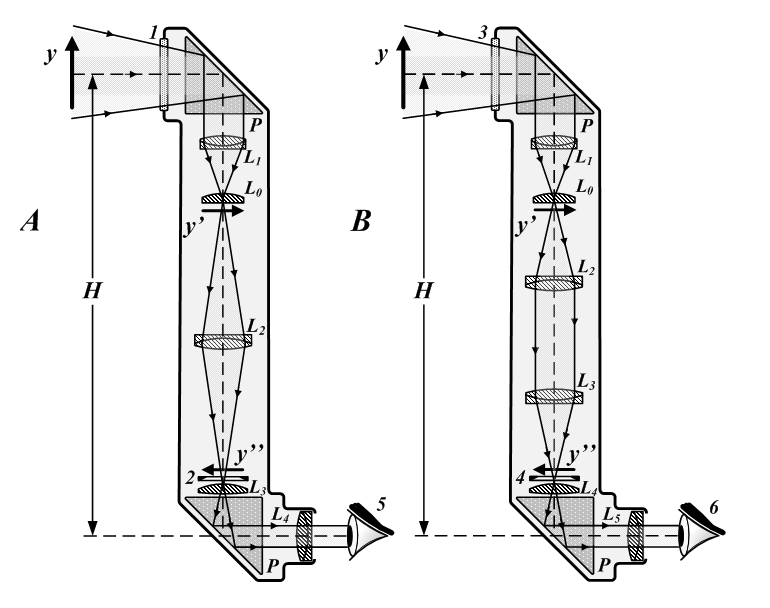
Princip čočkového periskopu
A – Periskop s jednou čočkou (L2) pro korekci obrazuB – Periskop se dvěma čočkami (L2–L3) pro korekci obrazu1–3 – Okénko periskopu2–4 – Clona nebo nitkový křížP – Hranoly (nebo zrcadla)L1 – Čočka objektivuL2 – pro A – L2 – L3 – pro B – čočka k napřímení obrazuL3 – L4 – pro A – L4–L5– pro B – OkulárL0 – Polní čočkay – Vzdálený předmětH – Optická výška periskopu

Periskop je optické zařízení, které umožňuje boční posun přijímaného světelného paprsku. Používá se především ve vojenství, kde umožňuje výhled, aniž by byl pozorovatel vystaven přímé střelbě. Je důležitou součástí vybavení ponorek a bojových vozidel, používá se ale i v mnoha dalších oborech.
Funguje na principu vertikálního tubusu na koncích opatřeného zrcadly nakloněnými v 45° úhlu tak, aby navzájem odrážela vnější obraz.

## Konstrukce periskopu

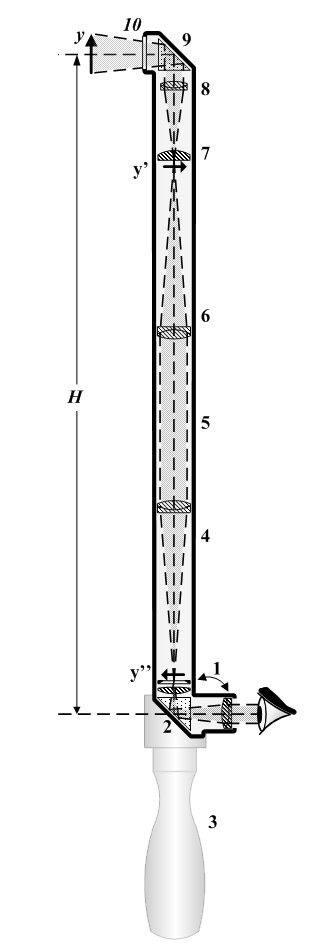
Vojenský ruční periskop
1 – Okulár
2 – Diagonální hranol
3 – Držák
4–6 – Čočky k napřímení obrazu
5 – Tubus
7 – Polní čočka
8 – Čočka
9 – Diagonální hranol
10 – Okénko

### Konstrukce nejjednoduššího periskopu
Nejjednodušší periskop je tvořen dvojicí zrcadel, z nichž první odrazí světelný paprsek kolmo k původnímu směru a druhé zpět do původního směru, jen posunutý o vzdálenost zrcadel.
Tento typ periskopu lze snadno vyrobit a používá se například k pohledu přes hlavy davu. Má ale jen omezené použití, protože při větší vzdálenosti zrcadel omezuje zorný úhel.

### Binokulární dělostřelecké zaměřovací systémy
Na principu periskopu pracují i binokulární dělostřelecké zaměřovací systémy. Skládají obraz z dvojice objektivů a na základě paralaxy obrazů cíle umožňují určit jeho vzdálenost.
Největší systémy tohoto druhu, vyrobené pro bitevní lodě, měly základnu dlouhou několik metrů.

### Periskopy ponorek
Periskop ponorky je optická soustava, v níž je kromě zrcadel i soustava čoček. Tento typ periskopu nezmenšuje zorný úhel ani při mnohametrovém posunu paprsku.

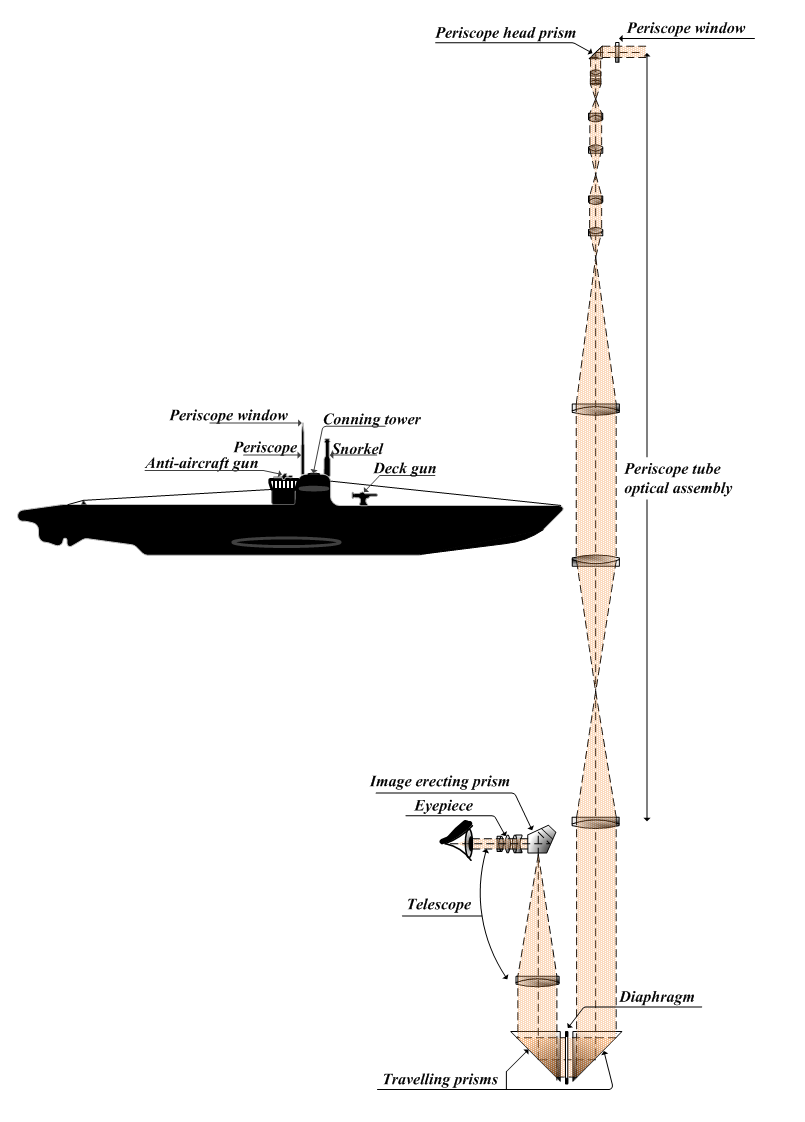
Ponorkový periskop Zeiss – optické schéma
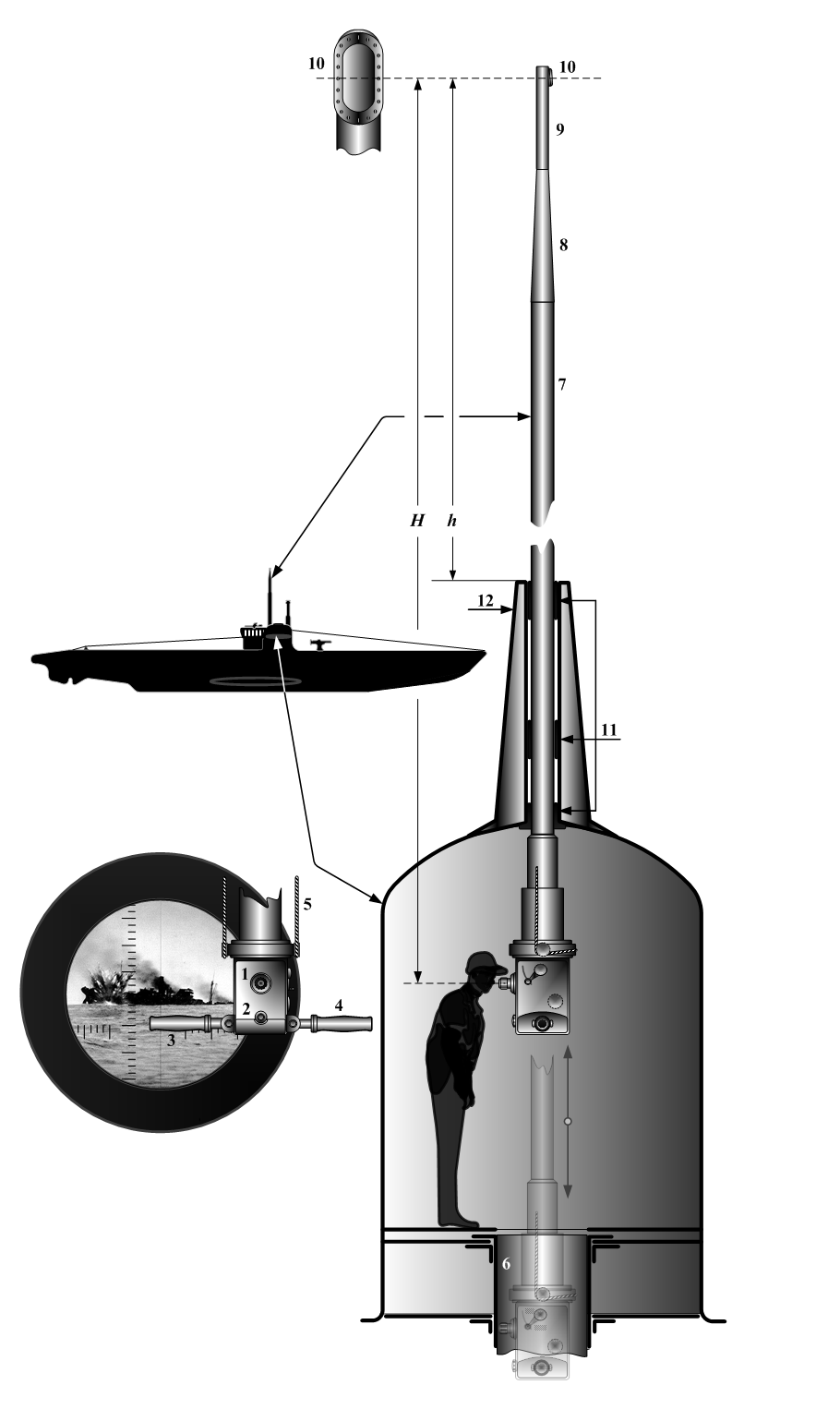
Monokulární útočný periskop pro ponorku